# Los Cerritos (Venezuela)
Los Cerritos es un poblado de la isla de Margarita, Venezuela, que pertenece al Municipio Maneiro del Estado Nueva Esparta. Su nombre se debe a varios cerros que rodean a la zona y en cuyas faldas se establece la población. constituye una de las pocas áreas del municipio Maneiro donde aún se conserva gran parte del entorno natural, su principal vegetación es la xerófila, la tierra es apta para la siembra de diversos rubros(tomate,ají, plátano, yuca, lechoza, etc), su población es de alrededor de 1000 habitantes, el pueblo está dividido en tres zonas: parte de abajo, parte de arriba,las Delicias y Curiepe, antiguamente constituía la principal ruta de comunicación entre La Asunción y Pampatar.
Este poblado es muy transitado ya que cuenta con varios negocios comerciales, estación de gasolina, iglesia, además de la cercanía con el Centro comercial Sambil. 

## Poblaciones Cercanas
Atamo Norte y Sur, La Asunción, Pampatar, Urbanización Brisas del Mar,los chacos, Yaque alto y Agua de Vaca.

## Sitios de interés
- Plaza de Los Cerritos
- Iglesia del Nazareno
- Mirador La Cucurucha